# Philip Gibbs
Sir Philip Armand Thomas Hamilton Gibbs KBE, Cavaleiro da Legião de Honra (1º de maio de 1877 – 10 de março de 1962) foi um jornalista e escritor inglês que serviu como um dos cinco correspondentes de guerra oficiais britânicos durante a Primeira Guerra Mundial.

## Vida inicial
Filho de um funcionário público, Gibbs nasceu em Kensington, Londres. Recebeu educação em casa e determinou desde cedo tornar-se escritor. Quatro de seus irmãos também foram escritores: A. Hamilton Gibbs, Francis Hamilton Gibbs, Helen Hamilton Gibbs e Cosmo Hamilton, assim como seu pai Henry James Gibbs e seu filho Anthony. Gibbs era católico romano.

## Carreira
Seu primeiro artigo foi publicado em 1894 no Daily Chronicle; cinco anos depois publicou o primeiro de muitos livros, Founders of the Empire. Foi nomeado editor literário do principal jornal de formato tabloide em crescimento de Alfred Harmsworth, o Daily Mail. Posteriormente trabalhou em outros jornais proeminentes, incluindo o Daily Express.
The Times, em 1940 referindo-se a 1909, creditou Gibbs por "estourar a bolha com um telegrama para o jornal londrinense que representava". A bolha em questão era a alegação de setembro de 1909 do explorador americano Frederick Cook de ter alcançado o Polo Norte em abril de 1908. Gibbs não confiou nas impressões "românticas" de Cook sobre sua jornada no gelo.
Sua primeira tentativa de semi-ficção foi publicada em 1909 como The Street of Adventure, que relatou a história do jornal oficial do Partido Liberal Tribune, fundado em 1906 e fracassando espetacularmente em 1908. O jornal foi fundado com grandes gastos por Franklin Thomasson, deputado por Leicester de 1906 a 1910. Um homem de visões decididamente liberais, Gibbs interessou-se pelos movimentos populares da época, incluindo as sufragistas, publicando um livro sobre o movimento sufragista feminino no Reino Unido em 1910. Com as tensões crescendo na Europa nos anos imediatamente anteriores a 1914, Gibbs expressou repetidamente a crença de que a guerra poderia ser evitada entre a Entente e as Potências Centrais.
Como um dos cinco correspondentes de guerra oficiais, Gibbs escreveu sobre as Minas na Batalha de Messines (1917):

Subitamente ao amanhecer, como sinal para todas as nossas armas abrirem fogo, ergueram-se da crista escura de Messines e 'Whitesheet' e da mal-afamada Colina 60, enormes volumes de chama escarlate de dezenove minas separadas lançando altas torres de terra e fumaça todas iluminadas pela chama, derramando-se em fontes de cor feroz, de modo que muitos de nossos soldados esperando o assalto foram derrubados ao chão. As tropas alemãs ficaram atordoadas, aturdidas e aterrorizadas quando não foram mortas instantaneamente. Muitas delas jaziam mortas nas grandes crateras abertas pelas minas.— Philip Gibbs
O trabalho de Gibbs apareceu no Daily Telegraph e Daily Chronicle. O preço que teve de pagar pela acreditação foi submeter-se à censura efetiva: todo seu trabalho seria revisado por C. E. Montague, anteriormente do Manchester Guardian. Ele concordou, embora descontente com o arranjo. A produção de Gibbs durante a guerra foi prodigiosa. Produziu uma corrente de artigos de jornal e uma série de livros: The Soul of the War (1915), The Battle of the Somme (1917), From Bapaume to Passchendaele (1918) e The Realities of War (título britânico, 1920; "Now it Can Be Told", título americano, 1920). O trabalho de Gibbs no período imediatamente pós-guerra focou no medo de agitação social criada por 'homens-macaco' brutalizados e mulheres empregadas durante a guerra que 'estavam agarrando-se aos seus empregos, não largavam o dinheiro do bolso que gastavam em vestidos'. Foi nomeado KBE nas honras civis de guerra de 1920. No mesmo ano foi feito Cavaleiro da Legião de Honra pelo governo francês.
Em The Realities of War, Gibbs exerceu uma forma de vingança pela frustração que sofreu ao submeter-se à censura de guerra; publicado após o armistício, o livro deu um relato de suas experiências pessoais na Europa dilacerada pela guerra, pintando um retrato muito desfavorável de Sir Douglas Haig, Comandante-em-Chefe Britânico na França e Flandres, e seu Quartel-General.
Trabalhando como jornalista freelance, tendo se demitido do Daily Chronicle por seu apoio à política irlandesa do governo Lloyd George, publicou uma série de livros e artigos. Estes incluíram a introdução a Ireland in Insurrection sobre recentes atrocidades inglesas naquele país e uma autobiografia, Adventures in Journalism (1923).
O livro de Gibbs de 1937 Ordeal In England foi um estudo sobre pobreza e também uma crítica antisocialista de English Journey de J. B. Priestley e The Road to Wigan Pier de George Orwell. Ordeal In England foi posteriormente republicado pelo conservador Right Book Club.
O início da Segunda Guerra Mundial em 1939 trouxe a Gibbs uma nomeação renovada como correspondente de guerra, desta vez para o Daily Sketch. Isso provou ser um período breve, no entanto, e ele passou parte da guerra empregado pelo Ministério da Informação, o departamento responsável por publicidade e propaganda, que o governo britânico restabeleceu em setembro de 1939. Em 1946 publicou um segundo volume de memórias, The Pageant of the Years. Dois volumes adicionais seguiram em 1949 e 1957, Crowded Company e Life's Adventure.

## Morte
Gibbs morreu em Godalming, Surrey, em 10 de março de 1962.

## Obras
Uma lista de livros de Gibbs.
- Across the Frontiers. [S.l.: s.n.] 1937
- Adventures In Journalism. [S.l.: s.n.] 1923
- America Speaks
- An Historical Account Of Compendious and Swift Writing
- Back To Life. [S.l.: s.n.] 1920
- Beauty and Nick
- Behind the Curtain
- Blood Relations
- Both Your Houses
- Bridging the Atlantic. [S.l.: s.n.]
- Broken Pledges
- Called Back
- Cities Of Refuge
- Crowded Company
- Darkened Rooms
- England Speaks
- European Journey
- Facts and Ideas: Short Studies Of Life and Literature
- Founders Of the Empire
- From Bapaume To Passchendaele On the Western Front 1917. [S.l.: s.n.] 1918
- Great Argument
- Heirs Apparent
- How Now England
- Knowledge Is Power
- Lady Of the Yellow River
- Life's Adventure
- Men and Women Of the French Revolution. [S.l.: s.n.] 1906
- More That Must Be Told. [S.l.: s.n.]
- No Price For Freedom
- Now It Can Be Told. [S.l.: s.n.] 1920
- Oil Lamps and Candlelight
- Ordeal In England
- People Of Destiny
- Realities Of War. [S.l.: s.n.] 1920
- Since Then
- Sons Of the Others
- Ten Years After
- The Age Of Reason
- The Anxious Days
- The Balkan War. [S.l.: s.n.] 1913
- The Battle Within

- The Battles Of the Somme. [S.l.: s.n.] 1917
- The Cloud Above the Green
- The Cross Of Peace
- The Curtains Of Yesterday
- The Day After To-Morrow
- The Eighth Year
- The Germans On the Somme
- The Golden Years
- The Healing Touch
- The Hidden City
- The Hope Of Europe
- The Hopeful Heart
- The Individualist
- The Interpreter
- The Journalist's London
- The Law-Breakers
- The Life and Times Of King George V: George the Faithful
- The Long Alert
- The Middle Of the Road. [S.l.: s.n.] 1923
- The Pageant Of the Years
- The Pilgrim's Progress To Culture
- The Reckless Duke
- The Reckless Lady
- The Riddle Of a Changing World
- The Romance Of Empire
- The Romance Of George Villiers. [S.l.: s.n.] 1908
- The Soul Of the War. [S.l.: s.n.] 1916
- The Spoils Of Time
- The Street Of Adventure. [S.l.: s.n.] 1920
- The Struggle In Flanders On the Western Front 1917. [S.l.]: New York, George H. Doran Company. 1919
- The Troubadour. [S.l.: s.n.] 1900
- The Way To Victory. [S.l.]: New York, George H. Doran company. 1919
- The Winding Lane
- Thine Enemy
- This Nettle Danger
- Through the Storm
- Unchanging Quest
- Wounded Souls
- Young Anarchy

## Adaptações cinematográficas
Vários de seus livros foram adaptados como filmes.
- 1921, The Street of Adventure
- 1925, Venetian Lovers
- 1925, The City of Temptation
- 1926, High Steppers, baseado no romance Heirs Apparent
- 1926, The Reckless Lady
- 1928, Paradise, baseado em The Crossword Puzzle
- 1928, Out of the Ruins
- 1929, Darkened Rooms
- 1933, Captured!, baseado na história "Fellow Prisoners"